# Nimetallfly
Nimetallfly, Trichoplusia ni, är en fjärilsart som beskrevs av Jacob Hübner 1803. Nimetallfly ingår i släktet Trichoplusia och familjen nattflyn, Noctuidae. I både Sverige och Finland ses arten som sällsynt migrant och är klassad som tillfällig. Inga underarter finns listade i Catalogue of Life.

## Bildgalleri

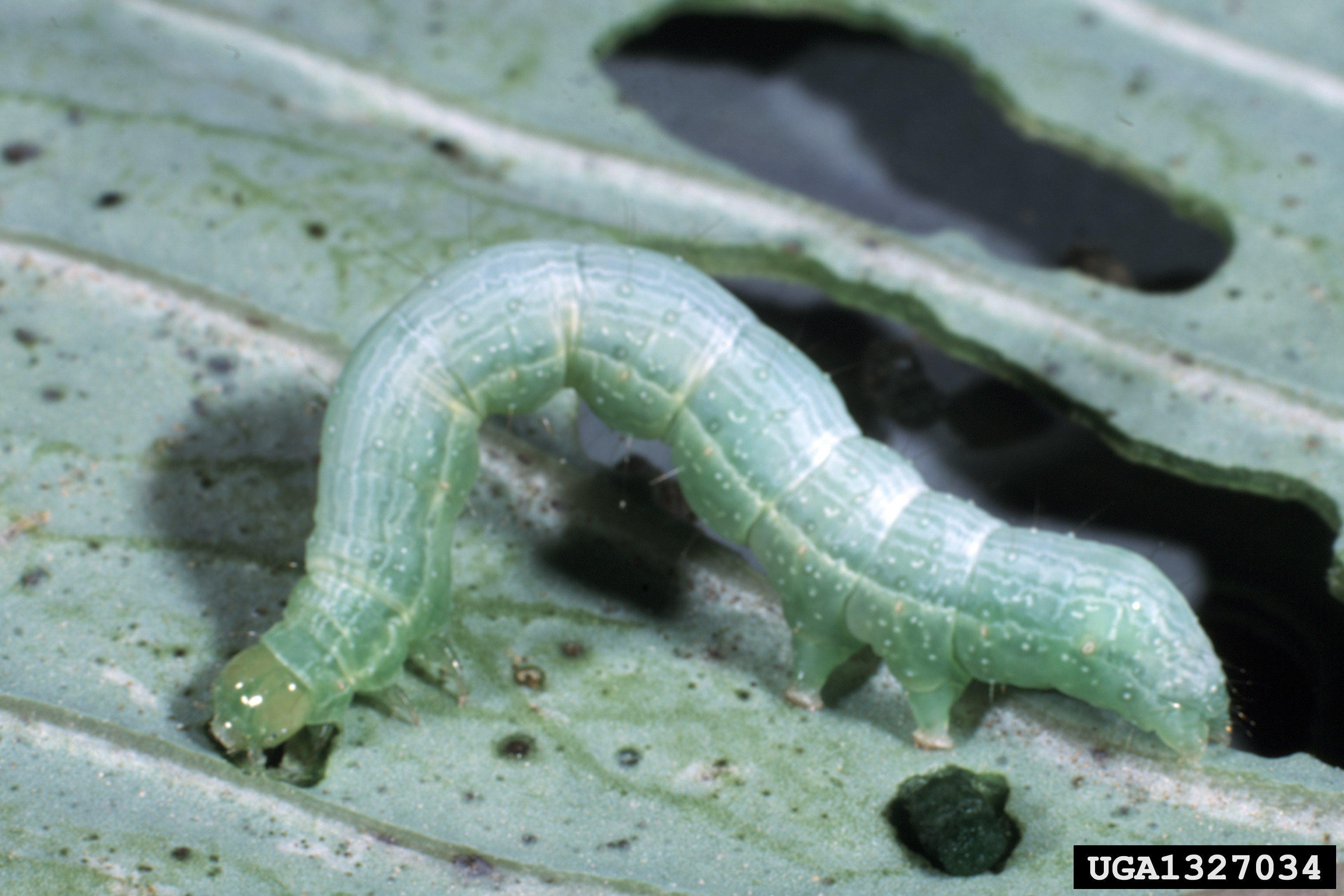
Fjärilens larv
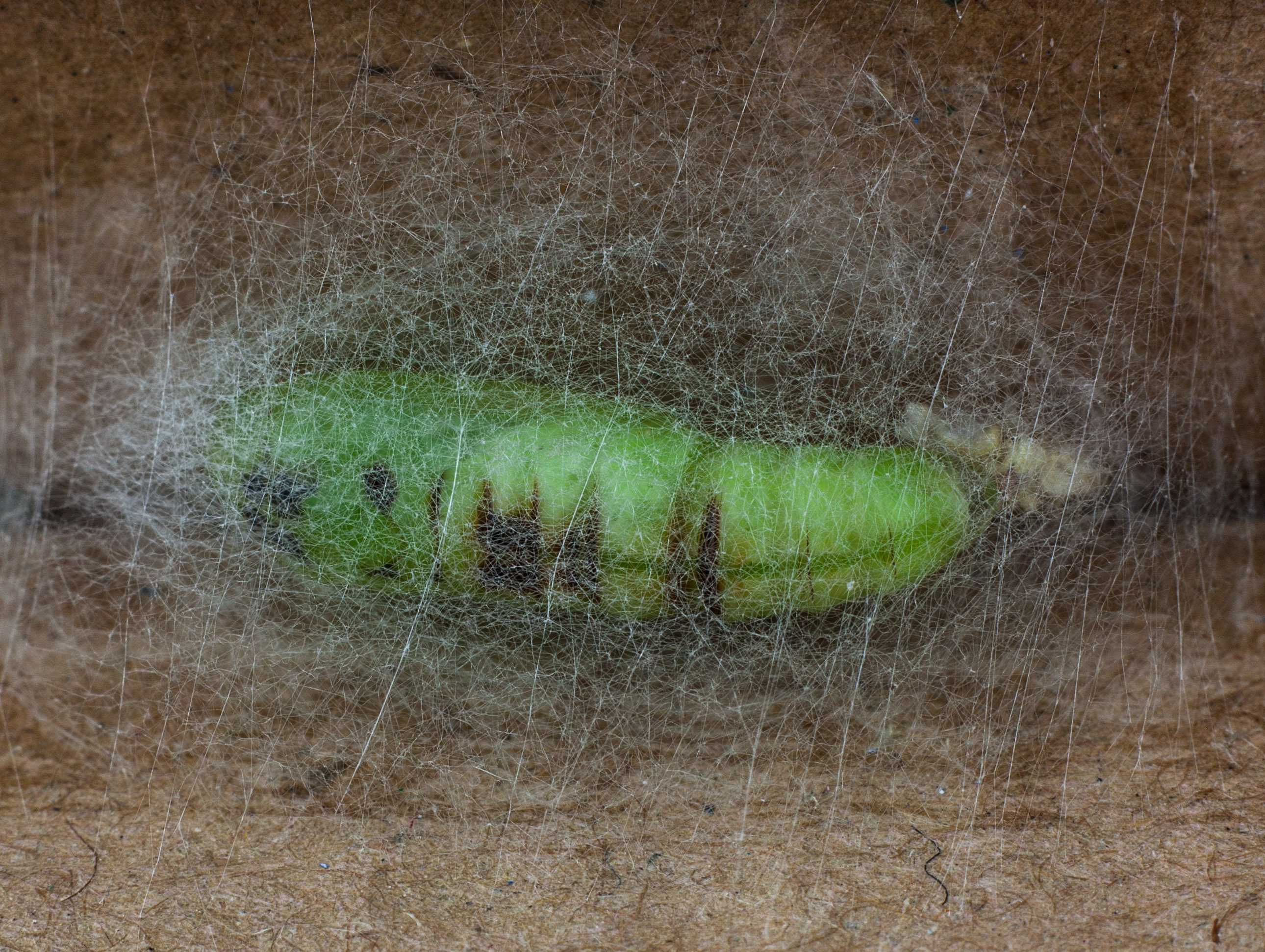
Fjärilens kokong och puppa
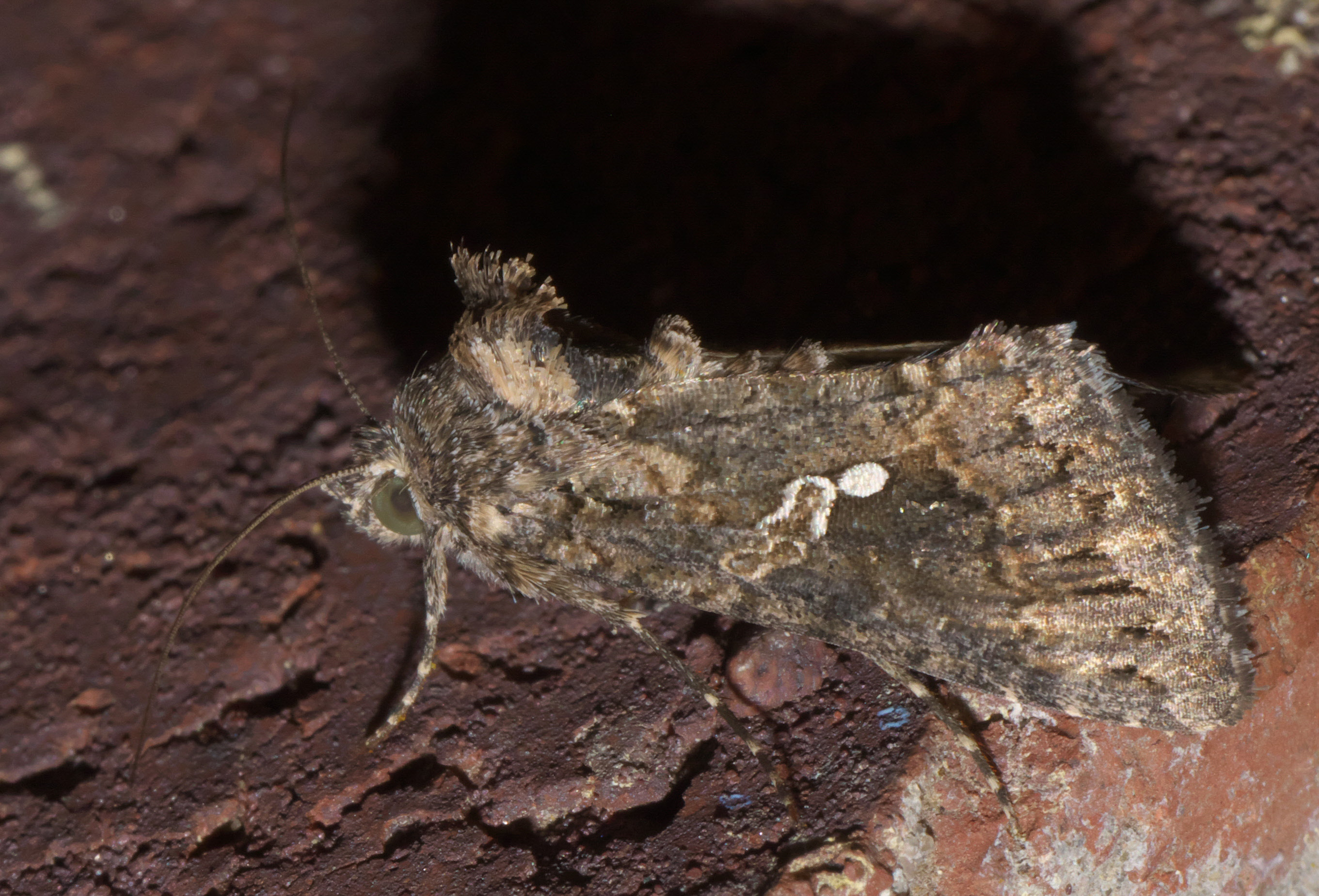
Imago fjäril
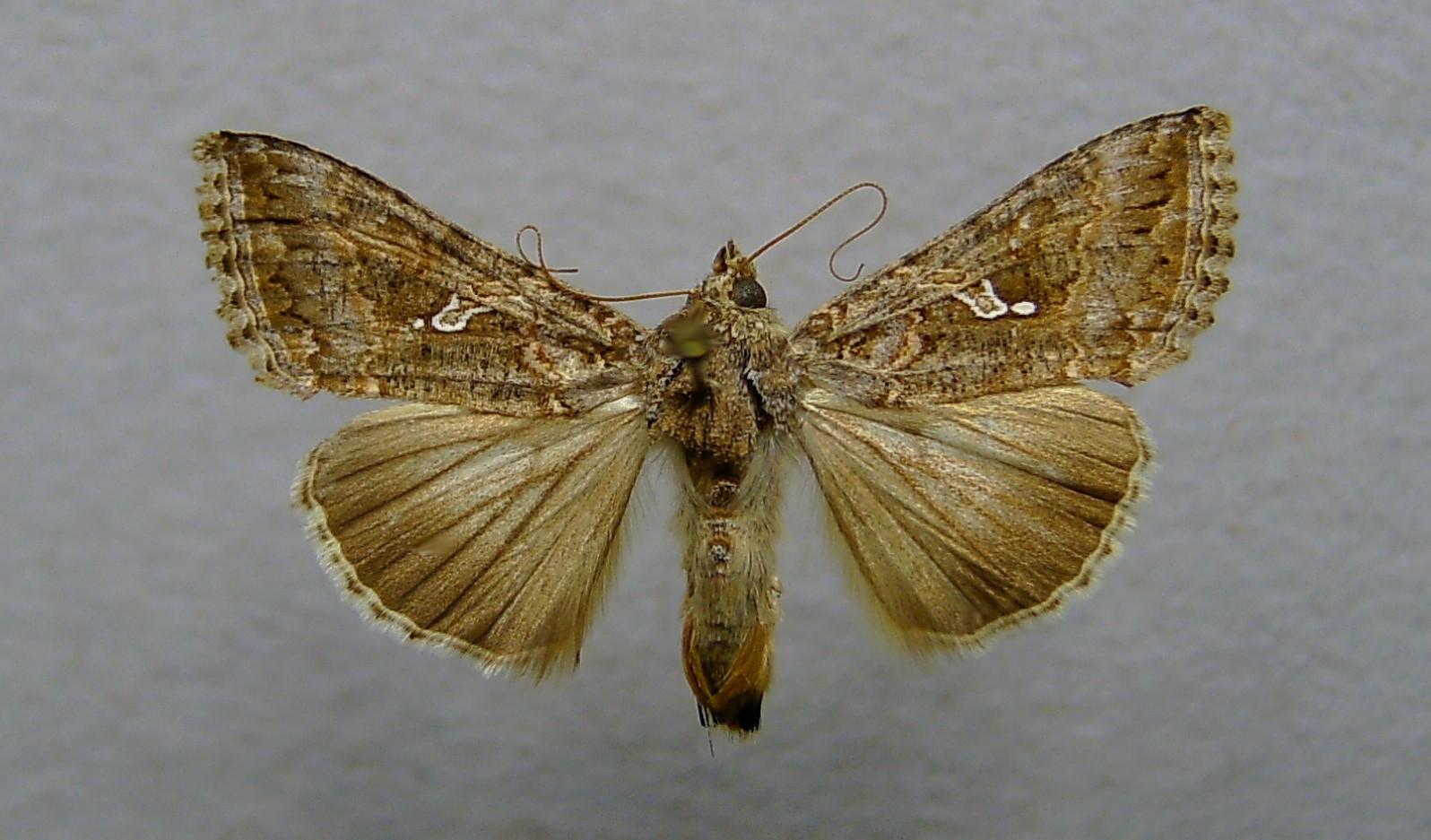
Preparerad (uppnålad) imago fjäril